# 八達站
八達站（：／ Paldal yeok */?）是大邱地鐵3號線沿線的一座高架車站，位於韓國大邱廣域市北區八達洞。

## 車站結構
站體為2面2線側式月台的高架車站，候車月台設有半高式月台門，僅有1處出口。

### 月台配置
| 梅川市場 ↑ |
| \| 上      |
| ↓ 工團     |

| 月台 | 路線               | 目的地                               |
| ---- | ------------------ | ------------------------------------ |
| 上行 | ●大邱都市鐵道3號線 | 梅川市場、漆谷雲岩、漆谷慶大醫院方向 |
| 下行 | ●大邱都市鐵道3號線 | 工團、西門市場、龍池方向             |

## 歷史
- 2015年4月23日：開通啟用。

## 車站周邊
- 河中島（朝鲜语：하중도 (대구)）
- 大邱農漁批發市場
- 大邱八達初等學校
- 八達中學
- 八達橋
- 梅川大橋
- 東洋汽車駕訓學校

## 圖片

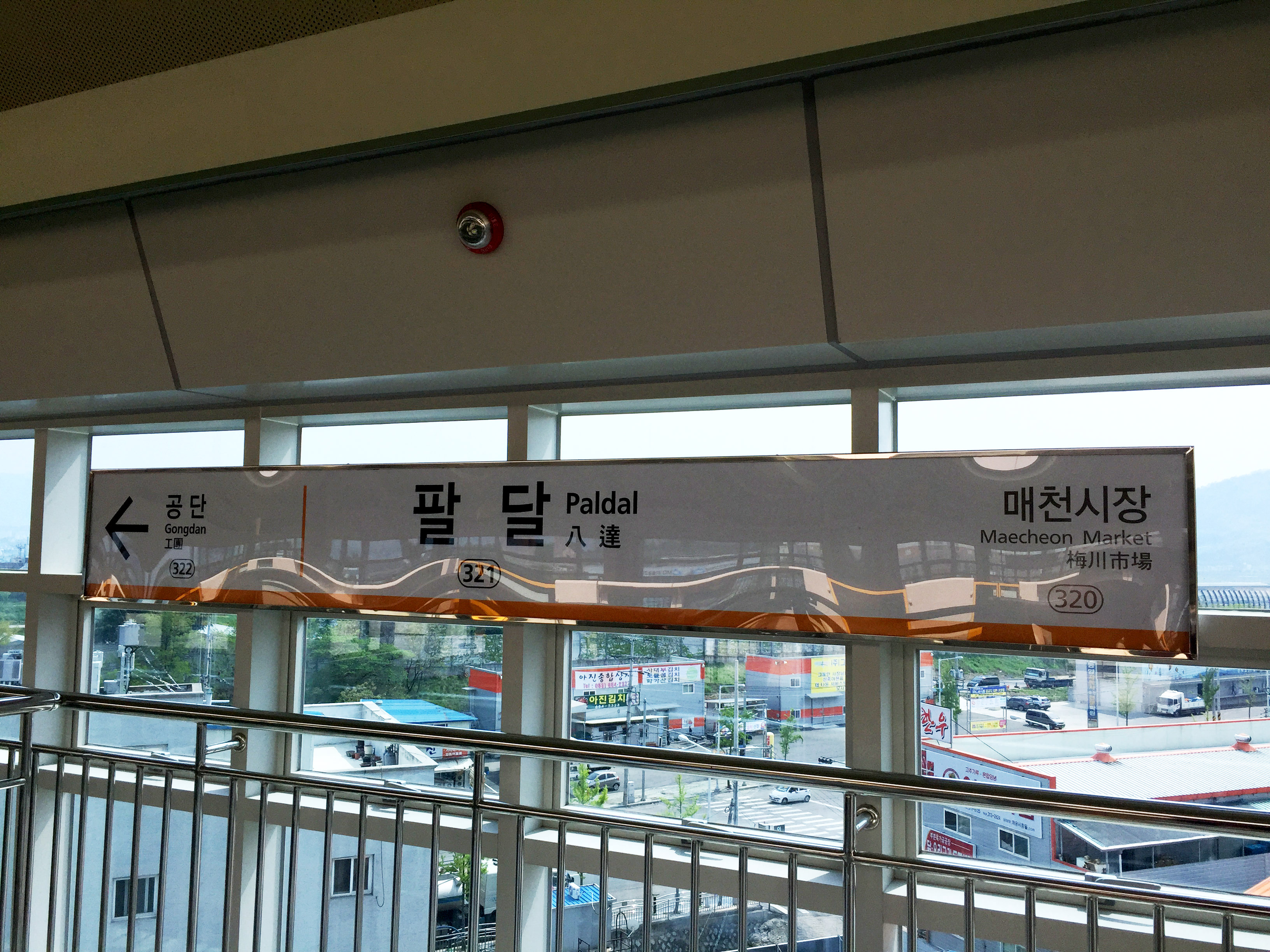
站名牌
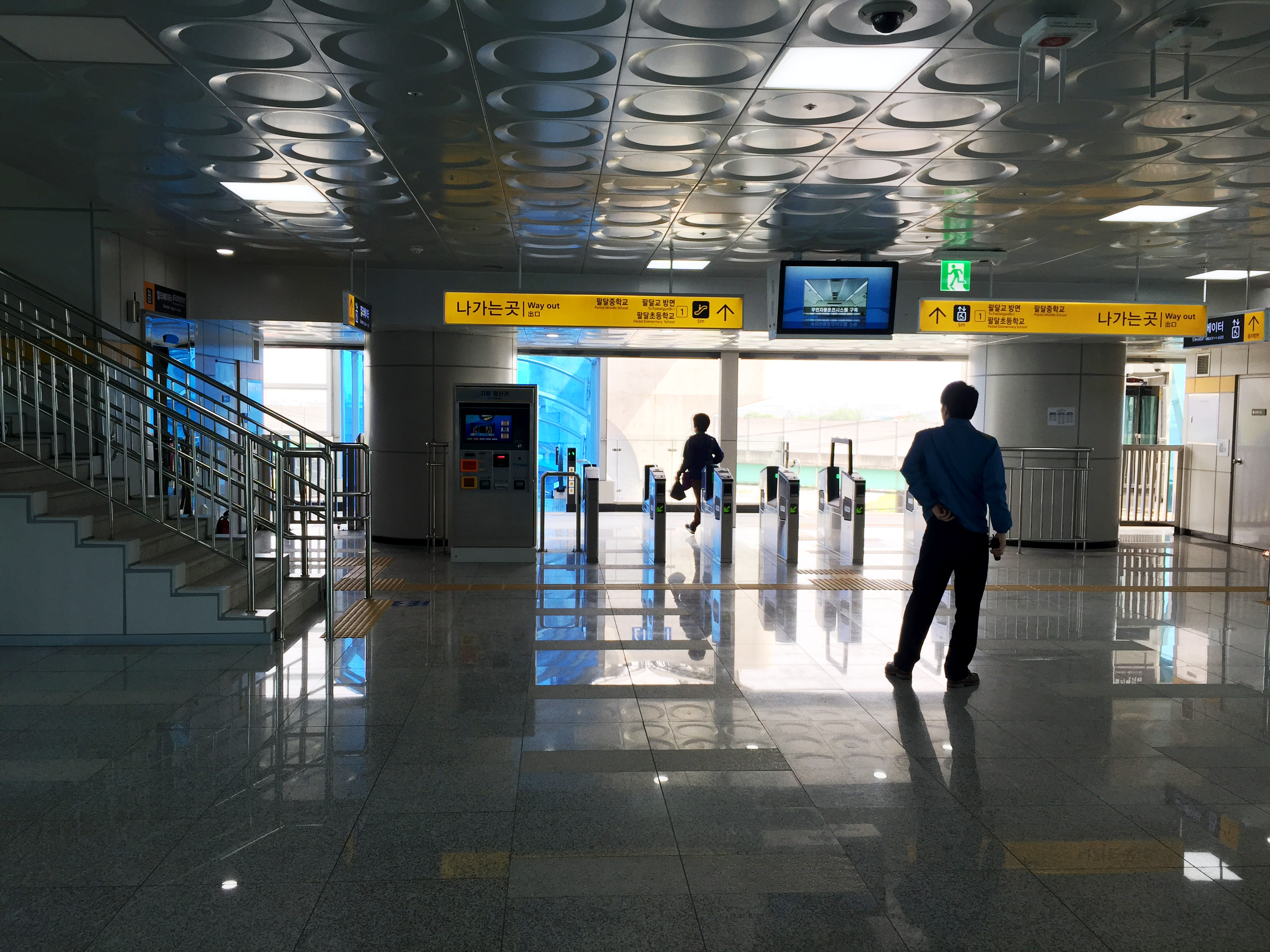
車站大廳
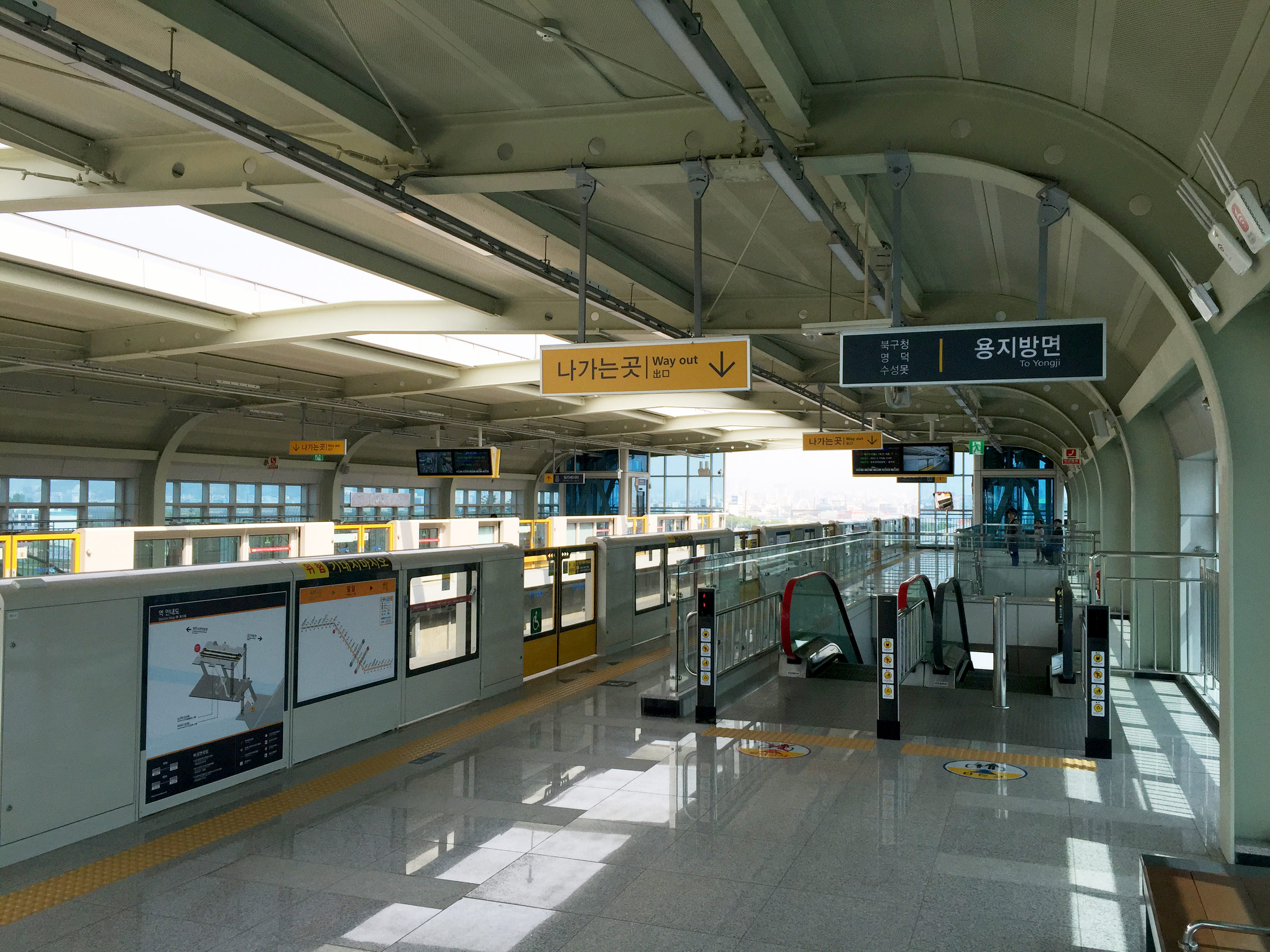
候車月台
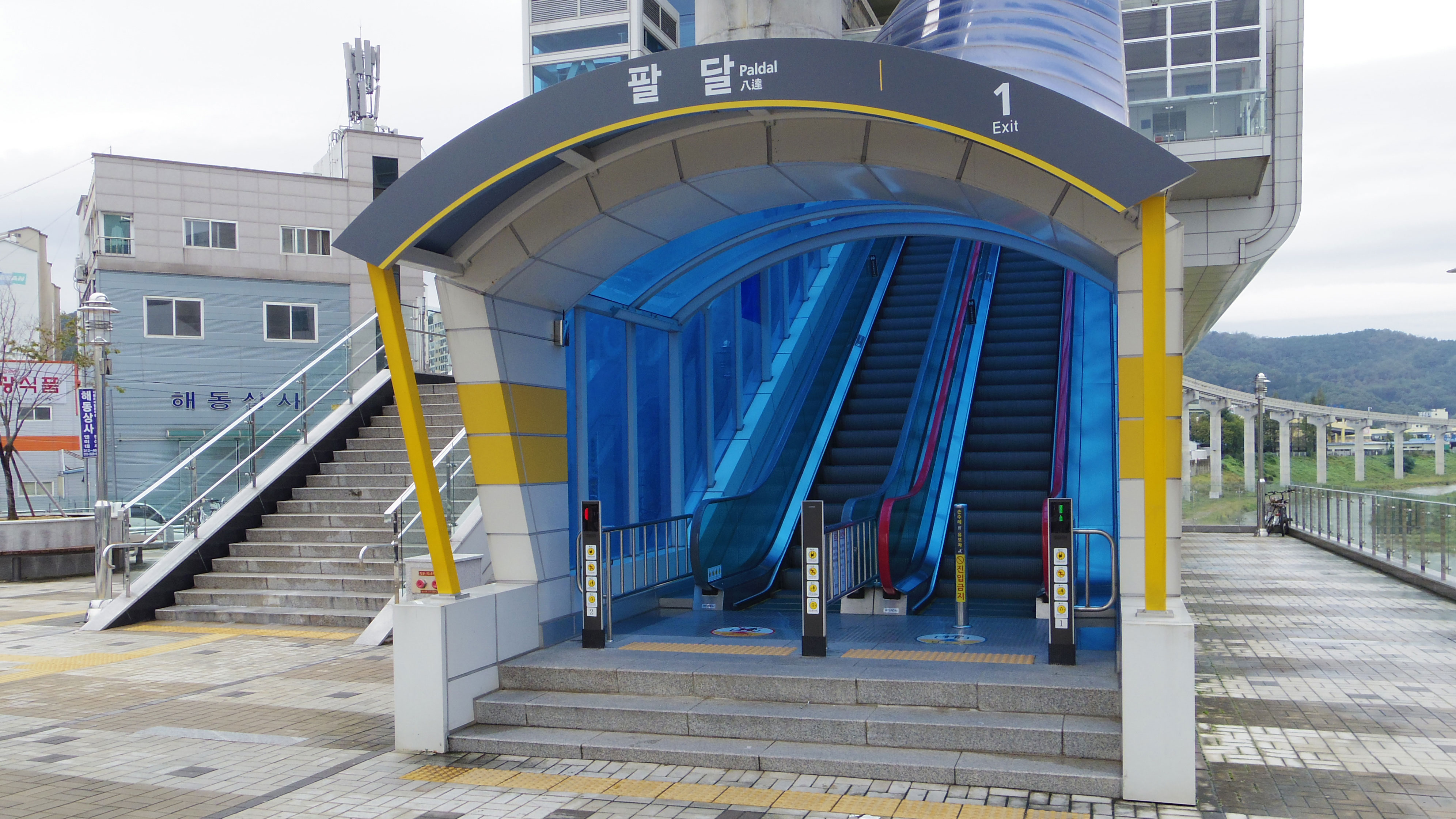
1號出口

## 相鄰車站
大邱都市鐵道公社
●大邱都市鐵道3號線
梅川市場（320）－八達（321）－工團（322）